# Pak Jong-chol
Pak Jong-chol (* 26. Oktober 1987 in Pjöngjang) ist ein nordkoreanischer Amateurboxer und Olympiateilnehmer von 2012 im Fliegengewicht.

## Boxkarriere
Pak Jong-chol erreichte den fünften Platz bei den Asienmeisterschaften 2009 und den sechsten Platz bei den Asienspielen 2010. Bei der asiatischen Olympiaqualifikation 2012 in Astana erreichte er den dritten Platz und durfte somit an den Olympischen Sommerspielen 2012 in London teilnehmen, wo er jedoch im ersten Kampf gegen Julião Neto aus Brasilien (8:12) ausschied.